# Estany de Font Negra
Estany de les Abelletes
L'estany de Font Negra ou estany de les Abelletes est un lac des Pyrénées, en amont du Pas de la Case et en aval des sources de l'Ariège, traversé par la frontière entre l'Andorre et la France.
Jusqu'alors situé intégralement en territoire français, un changement du tracé de la frontière en 2015 le partage entre les deux pays afin de pérenniser l'approvisionnement en eau d'Andorre.

## Géographie
Le lac est situé dans les Pyrénées, à 2 258,6 mètres d'altitude, au fond d'une petite cuvette dominée par le pic Negre d'Envalira (2 822 ou 2 827 m) et le pic de Font Negra (2 600 m) au sud-ouest, les pics de Font Negra (2 878 m) au sud-est et le pic dels Pedrons (2 715 m) à l'est. L'Ariège, qui prend sa source à quelques dizaines de mètres au sud, constitue la principale alimentation et l'émissaire du lac ; la source de Font Negra se trouve juste à l'est du lac.
Un sentier de randonnée au départ du Pas de la Case et à destination du Coll dels Isards et du pic Negre d'Envalira passe par le lac.
La frontière entre l'Andorre et la France passe au milieu du lac, du nord au sud dans le sens de sa longueur, le divisant en deux parties égales. Cette limite administrative, qui descend du pic Negre d'Envalira et suit le talweg à l'ouest du pic de Font Negra — laissant ainsi les sources de l'Ariège intégralement en territoire français —, forme alors une encoche au niveau du lac, l'Ariège servant de frontière naturelle en aval. En Andorre, le lac se trouve dans la paroisse d'Encamp et en France, il se trouve sur la commune de Porta du département des Pyrénées-Orientales de la région Occitanie. En France, le lac fait partie du Parc naturel régional des Pyrénées catalanes. En Andorre, la station de sports d'hiver de Grandvalira jouxte le lac, notamment un téléski et un télésiège ainsi que leurs pistes associées.

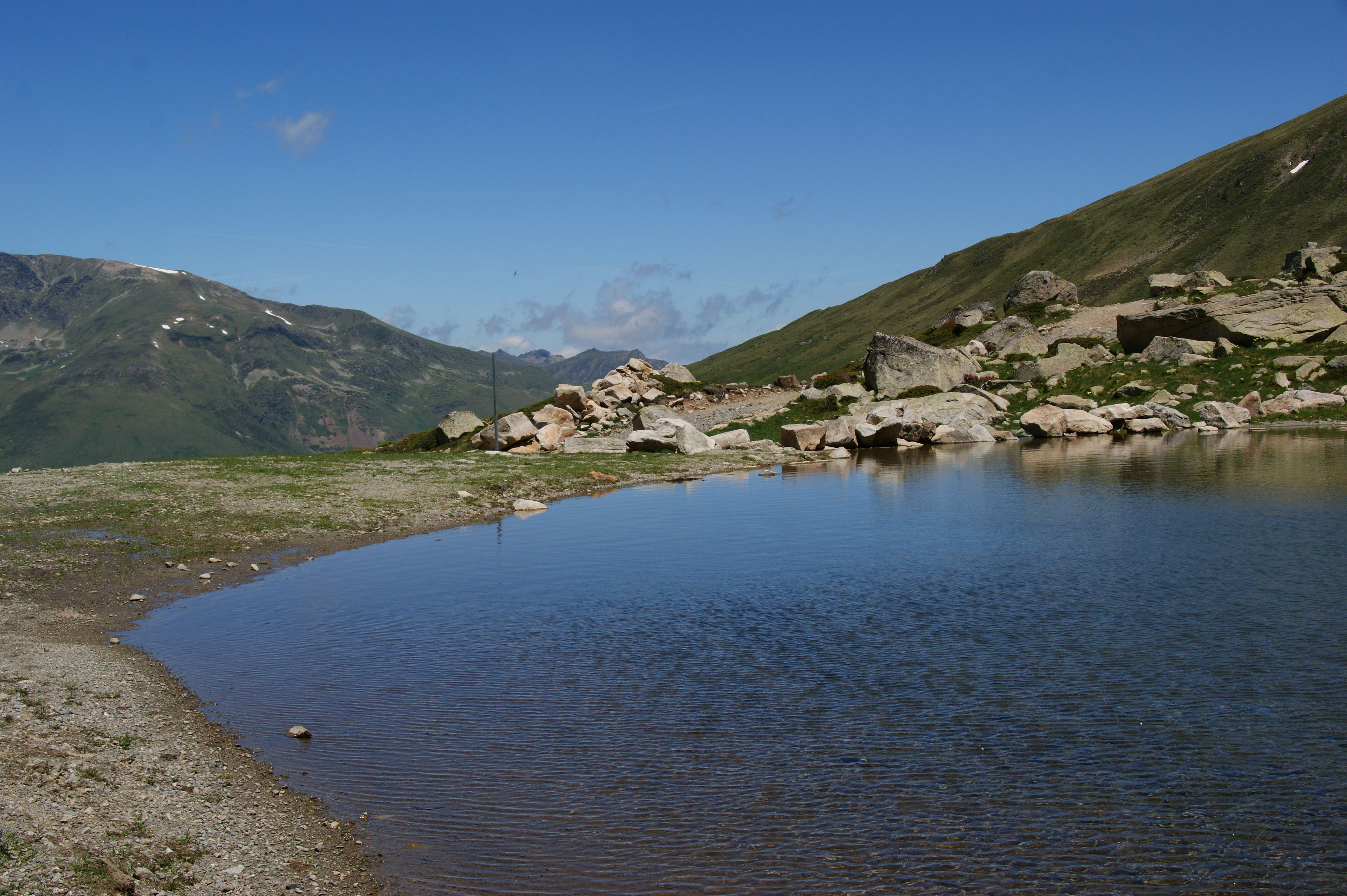
L'Ariège sortant du lac vu du côté andorran.